# Duquesne (Missouri)
Pour les articles homonymes, voir Duquesne.
Duquesne est un village du comté de Jasper, dans le Missouri, aux États-Unis,. Situé au sud du comté, il est incorporé en 1959.

## Démographie
Lors du recensement de 2010, le village comptait une population de 1 763 habitants. Elle est estimée, en 2017, à 1 925 habitants.

## Source de la traduction
- (en) Cet article est partiellement ou en totalité issu de l’article de Wikipédia en anglais intitulé « Duquesne, Missouri » (voir la liste des auteurs).